# Hypecoum aegyptiacum
Hypecoum aegyptiacum är en vallmoväxtart som först beskrevs av Peter Forsskål, och fick sitt nu gällande namn av Aschers. och Schweinf.. Hypecoum aegyptiacum ingår i släktet fjärilsrökar, och familjen vallmoväxter. Inga underarter finns listade i Catalogue of Life.